# Všechlapy (powiat Benešov)
Všechlapy – gmina w Czechach, w powiecie Benešov, w kraju środkowoczeskim.
1 stycznia 2023 gminę zamieszkiwało 117 osób, a ich średni wiek wynosił 40,7 roku.